# Igor' Kobzar'
Igor' Andreevič Kobzar' (in russo Игорь Андреевич Кобзарь?; Surgut, 13 aprile 1991) è un pallavolista russo, palleggiatore dello Zenit San Pietroburgo.

## Palmarès

### Club
- Campionato russo: 6

Belogor'e: 2012-2013
Zenit-Kazan: 2013-2014, 2014-2015, 2015-2016, 2016-2017
Kuzbass: 2018-2019
- Coppa di Russia: 3

Zenit-Kazan: 2014, 2015, 2016
- Supercoppa russa: 3

Zenit-Kazan: 2015, 2016
Kuzbass: 2019
- Champions League: 3

Zenit-Kazan: 2014-2015, 2015-2016, 2016-2017

### Nazionale (competizioni minori)
- Campionato europeo Under-19 2009
- Giochi europei 2015
- Memorial Hubert Wagner 2018